# Алкилбензен
Алкилбензените са въглеводороди, които могат да се разглеждат като произлезли от бензена чрез заместване на водородните атоми в молекулата му с алкилови групи.
| Примери за алкилбензени | Примери за алкилбензени                                                          | Примери за алкилбензени | Примери за алкилбензени |
| ----------------------- | -------------------------------------------------------------------------------- | ----------------------- | ----------------------- |
| производни на: бензен   | алкилбензени                                                                     |                         |                         |
| ≡ Benzene               | Толуен Диметилбензени (o-, m-, p-диметилбензен) Етилбензен 2-фенилпропан p-кумен |                         |                         |
|                         |                                                                                  |                         |                         |

## Физични свойства
Нисшите хомолози на бензена са безцветни течности със специфична миризма, а висшите – твърди вещества почти без миризма. Алкилбензените са практически неразтворими във вода; разтварят се добре в органични разтворител. Нисшите алкилбензени са добри разтворители на много органични и на някои неорганични вещества, което определя едно от приложенията им. Алкилбензените кипят при по-високи температури от алканите с приблизителни същата молекулна маса.

## Химични свойства на аклилбензени (Вижхимични свойства на толуен)
Определят се от бензеновото ядро, от алкиловия остатък и от взаимното им влияние (виж електронни ефекти).

## Биологично действие
Те са отровни(по-малко от бензена) и над определена концентрация могат да предизвикат смърт.